# Murades d'Eivissa

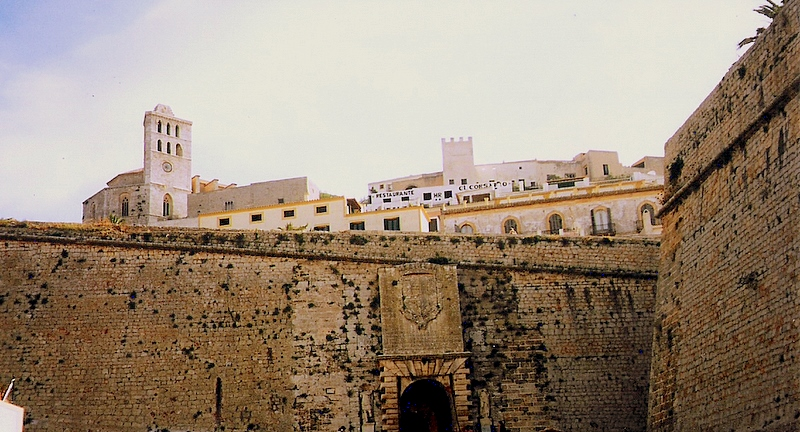
Muralles i Porta de ses Taules

La murada o muralla d'Eivissa es troba en un turó que ha estat el lloc d'assentament de diversos pobles que han ocupat Eivissa.
La necessitat de protegir els seus habitants feu necessari la creació d'unes muralles, que al llarg dels temps, s'ampliaren i s'adaptaren als avenços bèl·lics.